# Penal Castro Castro
Das Establecimiento Penitenciario Miguel Castro Castro, kurz Penal Castro Castro, ist ein Gefängnis im Distrikt San Juan de Lurigancho in der peruanischen Hauptstadt Lima. Es befindet sich östlich des Stadtzentrums.

## Einrichtung
Das Gefängnis ist in 12 Blöcke unterteilt. Es hat 5.700 Insassen. Direktor ist Luis Martel Bernal.

## Geschichte
In Vergangenheit wurden auch Mitglieder der maoistischen Guerrillabewegung Sendero Luminoso in Lurigancho inhaftiert. Im Juni 1986 kam es zu einer größeren Gefängnisrevolte sowohl hier als auch in Santa Barbara und El Frontón, bei der Geiseln genommen wurden. Die Aufrührer verlangten die Freilassung von 500 gefangenen Personen, denen man Terrorismus vorwarf. 100 Personen wurden von Polizei und Militär exekutiert. Weiterhin wurden 124 Rebellen hingerichtet. Die Revolte wurde nach einigen Tagen von der peruanischen Armee niedergeschlagen.
Während einer Militäraktion zwischen dem 6. und 9. Mai 1992 wurden 42 Insassen des Gefängnisses außergerichtlich hingerichtet; einige hundert Insassen wurden verletzt.
In den Jahren 2005 und 2008 kam es zu weiteren Unruhen, die ebenfalls mehrere Todesopfer forderten. 
Im August 2010 tötete der niederländische Drogenhändler Jason Sanford Staling Conquet seine 22-jährige Freundin Leslie Dayán Paredes Silva in der Haftanstalt während der Besuchszeit und mauerte die Leiche in der Zelle ein.